# Rebecca Kilgore

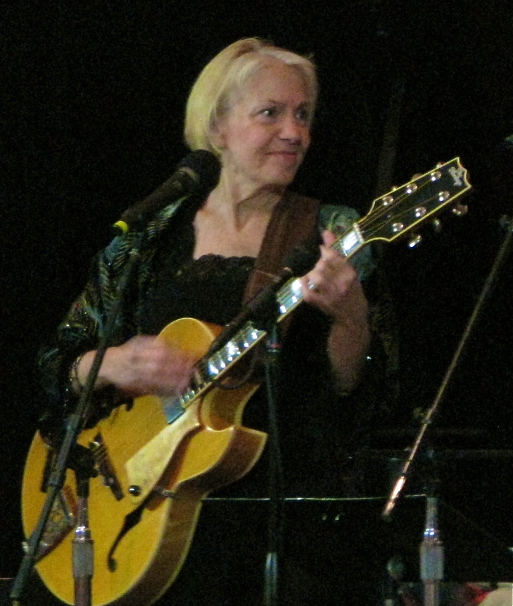
Rebecca Kilgore, 2011

Rebecca „Becky“ Kilgore (* 24. September 1948 in Waltham, Massachusetts) ist eine  US-amerikanische Jazz-Sängerin.

## Wirken
Rebecca Kilgore widmet sich besonders dem klassischen Song-Repertoire des Great American Songbook, das in den 1930er und 1940er Jahren populär war. 

Sie begann erst in den 1980er Jahren zu singen und arbeitete bei ihren Aufnahmen und Auftritten seit Mitte der 1990er Jahre mit dem Pianisten Dave Frishberg zusammen, vor allem an ihrem Wohnsitz in Portland (Oregon). Gastmusiker bei ihren Aufnahmen vor allem auf dem Label Arbors waren Bucky Pizzarelli, Michael Moore, Scott Robinson, Keith Ingham, Joe Wilder und Ken Peplowski. 2000 nahm sie eine Hommage an die Sängerin Maxine Sullivan auf (Harlem Butterfly). Sie arbeitete außerdem mit ihrer Gruppe BED („Becky“, Eddie Erickson (Gitarre/Banjo/Gesang) und Dan Barrett (Posaune)). In Europa ist sie mit Lino Patruno und mit den Echoes of Swing aufgetreten (auch auf Alben dokumentiert). Sie hat regelmäßige Sendungen im National Public Radio (Fresh Air) und trat in der New Yorker Carnegie Hall auf.

## Diskographische Hinweise
- I Saw Stars (Arbors, 1994, mit Bucky Pizzarelli, David Frishberg, Dan Barrett)
- Not a Care in the World (Arbors, 1995)
- Rebecca Kilgore (Jump, 1998, mit Don Barrett, Keith Ingham)
- The Starlit Hour (Arbors, 1997, mit David Frishberg)
- Harlem Butterfly (Audiophile, 2000, mit Bobby Gordon, Chris Dawson, Hal Smith)
- Rebecca Kilgore with the Keith Ingham Sextet (Jump, 2001, mit Joe Wilder und Ken Peplowski)
- Rebecca Kilgore, Harry Allen Quartet: Some Like It Hot: The Music of Marilyn Monroe (Swingbros Co., 2012)
- Moonshadow Dance (Cherrie Pie, 2016)
- Echoes of Swing & Rebecca Kilgore: Winter Days at Schloss Elmau (Act, 2019, mit Colin T. Dawson, Chris Hopkins, Bernd Lhotzky, Henning Gailing, Oliver Mewes sowie Rolf Marx)
- Together Live (Heavywood, 2020), mit Andy Brown